# Palaunachtschwalbe
Die Palaunachtschwalbe (Caprimulgus phalaena, en.: Palau nightjar) ist eine Art der Nachtschwalben die endemisch in Palau vorkommt. Sie galt zeitweise als Unterart der Graunachtschwalbe.

## Beschreibung
Die Palaunachtschwalbe ist ein sehr dunkler, grob gezeichneter Vogel mit schwärzlicher Oberseite und dunkler, flächiger Zeichnung.
Als Gesang wird eine schnelle Folge von „kew“ „kew“ „kew“-Lauten angegeben.

## Gefährdungssituation
Die Palaunachtschwalbe gilt als „near threathened“ (möglicherweise gefährdet) aufgrund des kleinen Verbreitungsgebietes auf den Inseln von Palau.